# 제니 한
제니 한(Jenny Han, 1980년 9월 3일 ~ )은 한국계 미국인 영 어덜트 소설가로, 《내가 사랑했던 모든 남자들에게》 삼부작으로 유명하다. 이 밖에 《내가 예뻐진 그 여름》 삼부작, 《슈그》, 《클라라 리와 애플파이 드림》, 《번 포 번》의 작가이다. 버지니아주 리치먼드에서 나고 자랐고 노스캐롤라이나 대학교를 졸업한 뒤 뉴욕 뉴 스쿨에서 문예창작 석사 학위를 받았다.

## 저서
The Summer I Turned Pretty 삼부작
- The Summer I Turned Pretty (2009)
- It's Not Summer Without You (2010)
- We'll Always Have Summer (2011)

Burn for Burn 삼부작
- Burn for Burn (2012)
- Fire with Fire (2013)
- Ashes to Ashes (2014)

To All the Boys I've Loved Before 삼부작
- To All the Boys I've Loved Before (2014)
- P.S. I Still Love You
- Always and Forever, Lara Jean (2017)

### 아동도서
- Shug (2006)
- Clara Lee and the Apple Pie Dream (2011)

### 단편소설
- "Polaris Is Where You'll Find Me" (2014)

## 출연 작품
- 내가 사랑했던 모든 남자들에게: 언제나 그리고 영원히 (2021) - 조 역